# Westelijke roodsnaveltok
De westelijke roodsnaveltok (Tockus kempi) is een neushoornvogel die voorkomt in het Afrotropisch gebied. De soort wordt vaak nog beschouwd als een ondersoort van de roodsnaveltok (T. erythrorhynchus kempi) onder andere door BirdLife International.

## Herkenning
De westelijke roodsnaveltok lijkt zeer sterk op de gewone roodsnaveltok. Deze vogel is gemiddeld iets kleiner en de naakte huid bij het oog is zwart gekleurd.

## Verspreiding
Het verspreidingsgebied van deze roodsnaveltok ligt in Senegal, Gambia, zuid Mauritanië en west Mali. De soort lijkt qua habitatkeuze sterk op de gewone roodsnaveltok.

## Status
Deze soort heeft geen aparte vermelding op de Rode Lijst van de IUCN en heeft daardoor dezelfde status als de gewone roodsnaveltok: niet bedreigd.	